# XerxesDZB

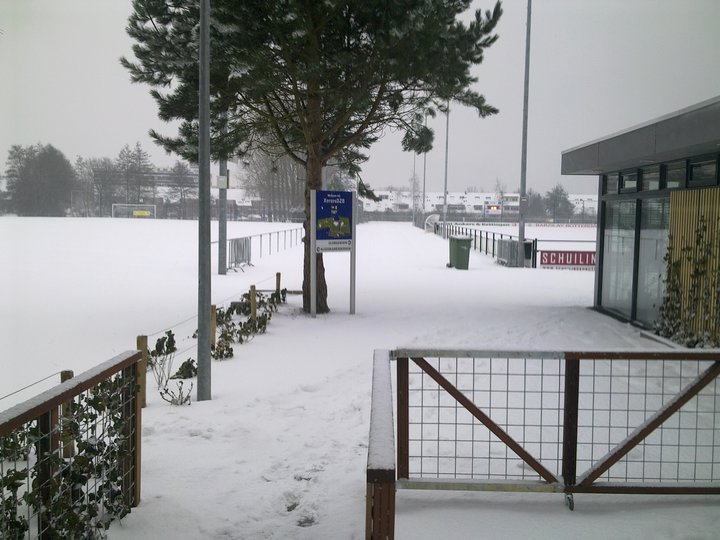
Sportpark Faas Wilkes onder een laag sneeuw

XerxesDZB is een amateurvoetbalvereniging uit Rotterdam, Zuid-Holland, Nederland.

## Algemeen
De vereniging ontstond in 2000 als gevolg van de fusie tussen RFC Xerxes en DZB Zevenkamp. Het tenue van Xerxes en XerxesDZB bestaat uit een horizontaal gestreept blauw-wit shirt en een blauwe broek.
Sportpark
In 2010 is het sportpark waar de club speelt opgeknapt. Er kwam een nieuw clubhuis, meer kleedkamers en een kunstgrasveld. Het is bij de heropening vernoemd naar de legendarische voetballer Faas Wilkes en heet sindsdien Sportpark Faas Wilkes. Sinds 2013 staat er op het sportpark ook een tribune met 360 zitplaatsen.

## Geschiedenis[1]

### Xerxes
Xerxes werd opgericht in 1904 door onder anderen leden van de familie Van Koetsveld. Het speelde aanvankelijk aan de Zanddijk en vanaf 1906 in de Boschpolder. Vanaf 1908 had de club haar speelveld aan de Pelgrimsstraat, vanaf ca. 1911 aan de Hudsonstraat en vanaf 1921 nog westelijker, aan het Groene Wegje.
In 1925 haalde Xerxes de finale van de KNVB-Beker, die het met 5-1 van ZFC verloor.
In 1931 bereikte Xerxes de 1e klasse, de hoogste afdeling van het Nederlandse voetbal. Uiteraard was er grote vreugde, maar ook een probleem. Het veld en de inrichting aan het Groene Wegje voldeden niet aan de eisen van de eerste klasse. De thuiswedstrijden in het seizoen 1931-1932 moesten op het VOC-terrein worden afgewerkt. In augustus 1932 kon het 'westelijke' Xerxes verhuizen, deze keer uit vrije wil, naar een eigen stadion aan de Wilgenplas in Schiebroek.
In ieder geval tot in het begin van de jaren '20 van de 20e eeuw werd bij Xerxes, net zoals bij veel andere verenigingen, naast voetbal ook aan atletiek gedaan.
De Rotterdamse volkswijk die nu bekendstaat als het Oude Noorden bleek een Xerxaanse kweekvijver van voetbaltalent. Bekende voetballers als Leo Beenhakker, Hans Dorjee, Willem van Hanegem, Nol Heijerman, Rob Jacobs, Wim Lagendaal, Coen Moulijn, Eddy Treijtel en Faas Wilkes droegen de blauw-witte kleuren van Xerxes.
Xerxes speelde tussen 1954 en 1960 profvoetbal. Na degradatie naar de amateurklasse werd de club in 1961 en 1962 algeheel amateurkampioen en promoveerden de Rotterdammers weer naar de Tweede Divisie. Tussen 1962 en 1967 speelde Xerxes nog eens vijf seizoenen betaald voetbal. In het seizoen 1965-1966 werd promotie naar de Eredivisie afgedwongen. In het seizoen 1966-1967 behaalden de Rotterdammers een verdienstelijke tiende plaats in de hoogste afdeling. Desondanks kampte Xerxes met tegenvallende toeschouwersaantallen, mede doordat men noodgedwongen de thuiswedstrijden moest afwerken op Het Kasteel, het stadion van stadgenoot Sparta.

### Xerxes/DHC'66
Aan het einde van het seizoen 1966-1967 fuseerde de profafdeling van Xerxes met DHC'66, de profafdeling van DHC. DHC'66 was dat seizoen gedegradeerd uit de eerste divsie. De wedstrijden van deze fusieclub, Xerxes/DHC'66 geheten, werden in Delft gespeeld. Zo had Xerxes/DHC'66 weer een eigen stadion. Xerxes/DHC'66 behaalde in het seizoen 1967-1968 nog een zevende plaats in de Eredivisie, maar toch ging de club failliet. De amateurtak was voor de fusie afgesplitst van de profafdeling van Xerxes/DHC'66 en bleef wel bestaan.

### Verder als amateurclub
Na het faillissement van Xerxes/DHC gingen semi-profs als doelman Andries van Dijk, aanvaller Martin Snoeck en middenvelder Ad Verhoeven voor de amateurtak van Xerxes spelen. De club behaalde onmiddellijk vier kampioenschappen op rij: In 1969 werd Xerxes kampioen van de 4e klasse F, in 1970 van de 3e klasse D, in 1971 van de 2e klasse A (nota bene na een beslissingswedstrijd tegen DHC) en in 1972 van de 1e klasse B, destijds het hoogste amateurniveau. In die vier succesvolle jaren versterkte Xerxes zich met semi-profs als Hans Hazebroek en Joop Langhorst. Xerxes werd in 1972 net geen amateurkampioen van Nederland.
Wel bleef Xerxes een kweekvijver voor eredivisieclubs. Profspelers als Rob Meijster, Henny Michielsen, Piet den Boer, Jan Everse, Nico Jalink, Bart Latuheru en Jan Villerius speelden allen in de prille jaren van hun carrière bij Xerxes.
In 1976 promoveerde Xerxes naar de Hoofdklasse, het nieuwe hoogste amateurniveau. In 1980 wonnen De Zebra’s het amateurkampioenschap (zondagamateurs) van Nederland. Dat succes kon echter niet voorkomen dat de eens zo roemruchte club in de jaren tachtig en negentig verder afgleed. Na de degradatie uit de Hoofdklasse in 1984 kwam de club in 2000 aan de onderkant van de Derde Klasse terecht. 
Een teruglopend ledenaantal en een verhuizing (de HSL-Zuidspoorlijn was gepland over het terrein van Xerxes) noopte de club in 2000 tot een fusie met DZB Zevenkamp.
In 2010 promoveerde XerxesDZB voor het eerst sinds de fusie weer naar de Hoofdklasse, waar het tot 2016 in zou spelen. 
In het KNVB-Beker toernooi van 2012/13 schakelde XerxesDZB profclub Helmond Sport uit in de tweede ronde. Na verlenging was het 3-3, waarna XerxesDZB de strafschoppen beter nam. Daarna mocht XerxesDZB het in de derde ronde opnemen tegen stadsgenoot Feyenoord. Deze thuiswedstrijd werd gespeeld op Het Kasteel van Sparta, omdat het eigen Sportpark Faas Wilkes hiervoor te klein was. Feyenoord was met 0-4 te sterk.
In 2024 promoveerde XerxesDZB naar de Vierde Divisie. In het eerste seizoen in de Vierde Divisie deed de club lang mee om het kampioenschap, maar eindigde het uiteindelijk als tweede. In de nacompetitie verloor het de finale van RBC, waardoor promotie naar de Derde Divisie uitbleef.  

### DZB
DZB (De Zomerhof Boys) was op 1 oktober 1935 opgericht. In 1988 voegde WIA zich bij DZB en vanaf 1989 werd als DZB Zevenkamp gespeeld. Van 1991 tot 1996 speelde de club in de zaterdag hoofdklasse.

## Standaardelftallen
Het standaardelftal speelt sinds het seizoen 2004/05 in de Hoofdklasse dan wel Eerste klasse van de zaterdagcompetitie. De zondagafdeling werd na het seizoen 2020/21 opgeheven.

### Zaterdag

#### Competitieresultaten 2003–heden
| 1 2D |

| 1 2D |

| 4 1B |

| 7 1B |

| 6 1B |

| 8 1B |

| 7 1B |

| 4 1B |

| 2 B |

| 7 B |

| 6 B |

| 8 B |

| 10 B |

| 11 B |

| 7 1B |

| 3 1A |

| 16 A |

| 4* 1B |

| 11* 1B |

| 4 1B |

| 3 1B |

| 1 1D |

| 2 B |

2003: de beslissingswedstrijd op 3 mei om het klassekampioenschap in zaterdag 2D werd met 0-2 verloren van VV Stellendam
2020 & 2021: Dit seizoen werd stopgezet vanwege de uitbraak van het coronavirus. Er werd voor dit seizoen geen officiële eindstand vastgesteld.
| Hoofdklasse/Vierde Divisie | Eerste klasse | Tweede klasse |

### Zondag

#### Erelijst
Winnaar Districtsbeker West II: 1973 *, 1977 *
*Xerxes

#### Competitieresultaten 2003–2021
| 12 3C |

| 9 4G |

| 10 4F |

| 4 4F |

| 3 4F |

| 1 4E |

| 8 3D |

|  |

| 2 4F |

| 1 3B |

| 2 2D |

| 2 2D |

| 13 1B |

| 9 2D |

| 7 2D |

| 13 2D |

| 12 2D |

| -- 2D |

| -- 2D |

| Eerste klasse | Tweede klasse | Derde klasse | Vierde klasse |

## Xerxes

### Competitieresultaten profs/zondagamateurs 1932–2000
| 9 WII |

| 6 WII |

| 7 WII |

| 6 WI |

| 9 WI |

| 2 WI |

| 3 WII |

| 8 WI |

| 9 WII |

| 7 WI |

| 5 WI |

| 9 WI |

| 3 WI |

|  |

| 4 WI |

| 4 WII |

| 2 WI |

| 2 WI |

| 8 WII |

| 7 D |

| 7 D |

| 10 D |

| 8 C |

| 13 D |

| 4 A |

| 4 A |

| 16 B |

| 9 A |

| 12 A |

| 1 1C |

| 1 1B |

| 10 B |

| 4 B |

| 3 B |

| 2 |

| 10 |

| 7 |

| 2 4H |

| 1 4F |

| 1 3D |

| 1 2A |

| 1 1B |

| 8 1B |

| 9 1B |

| 2 1B |

| 1 1B |

| 7 A |

| 10 A |

| 5 A |

| 1 A |

| 4 A |

| 5 A |

| 4 A |

| 14 A |

| 3 1B |

| 4 1B |

| 3 1B |

| 2 1B |

| 11 1B |

| 5 2B |

| 7 2B |

| 9 2B |

| 4 2B |

| 9 2B |

| 7 2B |

| 12 2B |

| 7 3B |

| 9 2D |

| 11 2D |

| 10 3D |

| Eredivisie | Eerste divisie | Eerste Klasse (profniveau) | Tweede divisie | Hoofdklasse | Eerste klasse | Tweede klasse | Derde klasse | Vierde klasse |

* In het seizoen 1967/68 waren 2 teams actief: Xerxes/DHC '66: Profafdeling van Xerxes welke gefuseerd was met DHC en speelde in Delft. En een amateurafdeling welke in Rotterdam speelde.

### Competitie zaterdagamateurs 1980–2000
| 1 3B |

| 7 2B |

| 9 2B |

| 8 2B |

| 3 2B |

| 4 2B |

| 4 2B |

| 12 2B |

| 12 3A |

| 10 4D |

| 1 4B |

| 10 3B |

| 3 4D |

| 6 3B |

| 5 3A |

| 12 3A |

| 3 4D |

| 2 2C |

| 3 2C |

| 2 2D |

| 3 2D |

| Tweede klasse | Derde klasse | Vierde klasse |

## DZB/Zevenkamp

### Competitieresultaten zaterdag 1997–2000
| 1 4C |

| 9 3D |

| 10 3B |

| 11 4D |

| Derde klasse | Vierde klasse |

In elke staaf van de grafiek staat van boven naar beneden vermeld: 
- Eindnotering

Dit is de positie die de club heeft bereikt in de competitie, zonder eventuele beslissings-, play-off- of nacompetitiewedstrijden die nodig zijn geweest om bijvoorbeeld de kampioen van de competitie te bepalen.
Indien een * achter het getal staat is de notering een tussenstand en kan het zijn dat de notering niet overeenkomt met de uiteindelijke eindstand van de competitie.
Staat er een - dan is het seizoen nog bezig en is er geen definitieve uitslag bekend.
Staat er xx op de positie van de notering, dan heeft de club vroegtijdig de competitie verlaten. Dit kan onder andere komen door terugtrekking van het team, faillissement van de club of door een uitgedeelde straf van de KNVB. In veel gevallen staat elders in het artikel de reden vermeld.
Staat er een ? dan is het resultaat uit het verleden onbekend, en is alleen de competitie of het niveau bekend van dat seizoen.
In de seizoenen 2019/20 en 2020/21 werd wegens de coronacrisis het amateurvoetbal afgebroken. Daardoor kennen deze staven geen eindklassering (middels -- weergegeven).
- Competitieniveau en afdelingsletter of Officiële eindstand Eredivisie
  - Competitieniveau en afdelingsletter

Hierbij geeft het getal het niveau weer, dat ook terug te vinden is in de legenda. De letter is de afdelingsaanduiding en wordt gebruikt wanneer er meer afdelingen zijn op hetzelfde niveau. De afdelingsletter is altijd een hoofdletter en wordt meestal zonder nummer gebruikt.
Voorbeeld: 2F is niveau 2e klasse competitie F.
Het competitieniveau en nummer wordt niet vermeld wanneer er slechts één competitie van dit niveau was.
  - Officiële eindstand Eredivisie (getal staat tussen haakjes vermeld)

Sinds de introductie van play-offwedstrijden voor Europees voetbal na afloop van de reguliere competitie in 2005/06, is de KNVB verplicht een eindstand van de Eredivisie door te geven aan de UEFA aan de hand van deze play-offwedstrijden.
Bij deze eindstand staan clubs die zich hebben gekwalificeerd voor Europees voetbal hoger dan clubs die zich niet wisten te kwalificeren. Indien er geen verschil was tussen de eindnotering en de officiële eindstand, staat dit getal niet vermeld.

- Onderafdeling

Hier staat afgekort de naam van de onderafdeling indien de club in dat jaar in een onderafdeling uitkwam. Tevens staat deze afkorting in de legenda en wordt gelinkt naar het artikel over deze onderafdeling. Deze afkorting wordt alleen vermeld wanneer de club in het verleden in verschillende onderafdelingen heeft gespeeld. Deze vermelding is in de staaf altijd in kleine letters. Deze onderafdelingen zijn na het seizoen 1995/96 afgeschaft. Heeft de club in slechts één onderafdeling gespeeld, dan is dit alleen terug te vinden in de legenda.
Onder de staaf staat het jaartal vermeld waarin het seizoen is afgesloten. 15 verwijst naar het seizoen 2014/15 of eventueel het seizoen 1914/15.
Wanneer een staaf leeg is, zijn deze gegevens niet bekend. Het kan ook zijn dat de club dat seizoen niet heeft meegespeeld op het hogere amateurniveau, vroegtijdig de competitie heeft verlaten of uit de competitie is gezet.

In het seizoen 1944/45 was er wegens de Tweede Wereldoorlog geen regulier competitievoetbal.

## Betaald voetbal

### Seizoensoverzichten
| Resultaten van Xerxes sinds de toetreding in het betaald voetbal in 1954 | Resultaten van Xerxes sinds de toetreding in het betaald voetbal in 1954 | Resultaten van Xerxes sinds de toetreding in het betaald voetbal in 1954 | Resultaten van Xerxes sinds de toetreding in het betaald voetbal in 1954 | Resultaten van Xerxes sinds de toetreding in het betaald voetbal in 1954 | Resultaten van Xerxes sinds de toetreding in het betaald voetbal in 1954 | Resultaten van Xerxes sinds de toetreding in het betaald voetbal in 1954 | Resultaten van Xerxes sinds de toetreding in het betaald voetbal in 1954 | Resultaten van Xerxes sinds de toetreding in het betaald voetbal in 1954 | Resultaten van Xerxes sinds de toetreding in het betaald voetbal in 1954 | Resultaten van Xerxes sinds de toetreding in het betaald voetbal in 1954 | Resultaten van Xerxes sinds de toetreding in het betaald voetbal in 1954 | Resultaten van Xerxes sinds de toetreding in het betaald voetbal in 1954 | Resultaten van Xerxes sinds de toetreding in het betaald voetbal in 1954 |
| Seizoen                                                                  | Competitie                                                               | Competitie                                                               | Competitie                                                               | Competitie                                                               | Competitie                                                               | Competitie                                                               | Competitie                                                               | Competitie                                                               | Competitie                                                               | Kwalificatie                                                             | KNVB beker                                                               | Bijzonderheid |                                                                          |
| Seizoen                                                                  | Divisie                                                                  | GW                                                                       | W                                                                        | G                                                                        | V                                                                        | PNT                                                                      | DV                                                                       | DT                                                                       | POS                                                                      | Kwalificatie                                                             | KNVB beker                                                               | Bijzonderheid |                                                                          |
| ------------------------------------------------------------------------ | ------------------------------------------------------------------------ | ------------------------------------------------------------------------ | ------------------------------------------------------------------------ | ------------------------------------------------------------------------ | ------------------------------------------------------------------------ | ------------------------------------------------------------------------ | ------------------------------------------------------------------------ | ------------------------------------------------------------------------ | ------------------------------------------------------------------------ | ------------------------------------------------------------------------ | ------------------------------------------------------------------------ | --- | ------------------------------------------------------------------------ |
| 1954/55                                                                  | Eerste klasse C                                                          | 9                                                                        | 4                                                                        | 0                                                                        | 5                                                                        | 8                                                                        | 11                                                                       | 11                                                                       | 8e                                                                       | –                                                                        | Geen bekertoernooi                                                       | Xerxes treedt toe tot het betaald voetbal De competitie werd na de fusie van de KNVB en de NBVB niet afgemaakt. Alle teams werden opnieuw ingedeeld.                                                      |                                                                          |
| 1954/55                                                                  | Eerste klasse D                                                          | 26                                                                       | 3                                                                        | 7                                                                        | 16                                                                       | 16                                                                       | 23                                                                       | 51                                                                       | 13e                                                                      | Eerste klasse                                                            | Geen bekertoernooi                                                       | Xerxes treedt toe tot het betaald voetbal De competitie werd na de fusie van de KNVB en de NBVB niet afgemaakt. Alle teams werden opnieuw ingedeeld.                                                      |                                                                          |
| 1955/56                                                                  | Eerste klasse A                                                          | 26                                                                       | 11                                                                       | 8                                                                        | 7                                                                        | 30                                                                       | 31                                                                       | 22                                                                       | 4e                                                                       | Eerste divisie                                                           | Geen bekertoernooi                                                       | – |                                                                          |
| 1956/57                                                                  | Eerste divisie A                                                         | 30                                                                       | 14                                                                       | 9                                                                        | 7                                                                        | 37                                                                       | 57                                                                       | 46                                                                       | 4e                                                                       | –                                                                        | 2e ronde                                                                 | – |                                                                          |
| 1957/58                                                                  | Eerste divisie B                                                         | 30                                                                       | 6                                                                        | 6                                                                        | 18                                                                       | 18                                                                       | 39                                                                       | 64                                                                       | 16e                                                                      | Rechtstreekse degradatie                                                 | 2e ronde                                                                 | – |                                                                          |
| 1958/59                                                                  | Tweede divisie A                                                         | 28                                                                       | 10                                                                       | 7                                                                        | 11                                                                       | 27                                                                       | 46                                                                       | 55                                                                       | 9e                                                                       | –                                                                        | 2e ronde                                                                 | – |                                                                          |
| 1959/60                                                                  | Tweede divisie A                                                         | 22                                                                       | 5                                                                        | 4                                                                        | 13                                                                       | 14                                                                       | 26                                                                       | 39                                                                       | 12e                                                                      | Degradatiecompetitie                                                     | Geen bekertoernooi                                                       | Wedstrijden tegen Baronie (2–1 & 1–0), ONA (3–1 & 0–1), Rheden (1–1 & 0–2), UVS (1–0 & 0–0) Velocitas (4–1 & 1–4), Zwartemeer (0–1 & 1–1) en Zwolsche Boys (1–2 & 3–4) Xerxes degradeert naar de amateurs |                                                                          |
|                                                                          |                                                                          |                                                                          |                                                                          |                                                                          |                                                                          |                                                                          |                                                                          |                                                                          |                                                                          |                                                                          |                                                                          | |                                                                          |
| 1962/63                                                                  | Tweede divisie B                                                         | 32                                                                       | 13                                                                       | 6                                                                        | 13                                                                       | 32                                                                       | 80                                                                       | 64                                                                       | 10e                                                                      | –                                                                        | 1e ronde                                                                 | – |                                                                          |
| 1963/64                                                                  | Tweede divisie B                                                         | 30                                                                       | 18                                                                       | 4                                                                        | 8                                                                        | 40                                                                       | 58                                                                       | 33                                                                       | 4e                                                                       | –                                                                        | 1e ronde                                                                 | – |                                                                          |
| 1964/65                                                                  | Tweede divisie B                                                         | 28                                                                       | 17                                                                       | 6                                                                        | 5                                                                        | 40                                                                       | 60                                                                       | 31                                                                       | 3e                                                                       | Nacompetitie                                                             | 1e ronde                                                                 | Promotiewedstrijd tegen de nr. 3 van de Tweede divisie A: Wageningen (2–1) Promotiewedstrijden tegen AGOVV (3–0), D.F.C. (2–1) en Helmondia '55 (1–1)                                                     |                                                                          |
| 1965/66                                                                  | Eerste divisie                                                           | 28                                                                       | 18                                                                       | 4                                                                        | 6                                                                        | 40                                                                       | 67                                                                       | 26                                                                       | 2e                                                                       | Rechtstreekse promotie                                                   | Kwartfinale                                                              | – |                                                                          |
| 1966/67                                                                  | Eredivisie                                                               | 34                                                                       | 13                                                                       | 8                                                                        | 13                                                                       | 34                                                                       | 47                                                                       | 48                                                                       | 10e                                                                      | –                                                                        | 2e ronde                                                                 | – |                                                                          |
| 1967/68                                                                  | Eredivisie                                                               | 34                                                                       | 13                                                                       | 9                                                                        | 12                                                                       | 35                                                                       | 45                                                                       | 47                                                                       | 7e                                                                       | –                                                                        | Groepsfase                                                               | Xerxes fuseert met DHC tot Xerxes/DHC '66 Xerxes/DHC '66 gaat failliet na het seizoen |                                                                          |

### Topscorers
- 1954/55:  Dick Vollebregt (3)
- 000000 :  Coen Moulijn (6)
- 1955/56:  Rinus Cammeraat (8)
- 1956/57:  Kees Hendriks (25)
- 1957/58:  Jan Engelman (12)
- 1958/59:  Arie Molenbeek (11)
- 1959/60:  Peet Geel (9)
- 1962/63:  Martin Snoeck (19)
- 1963/64:  Nol Heijerman (15)
- 1964/65:  Nol Heijerman (16)
- 1965/66:  Nol Heijerman (20)
- 1966/67:  Nol Heijerman (12)
- 1967/68:  Willem van Hanegem (26)

### Trainers
- 1932–1934:  Ignác Molnár
- 1936–1939:  Ignác Molnár
- 1946–01/1947:  Jesse Carver
- 1948–1949:  Bob Janse
- 1949–1950:  Kees van Dijke
- 1951–1955:  Adriaan Vervloet
- 195500000:  Friedrich Donenfeld
- 1955–1956:  Toon van den Enden
- 1956–1957:  Jan van Buijtenen
- 195700000:  Leen Vente
- 1957–1958:  Toon van den Enden
- 1958–1959:  Coen Poulus
- 195900000:  Evert Mur
- 1959–1960:  Toon van den Enden
- 0000–1960:  Jan Bens (a.i.)
- 1960–1961:  Jan van Buijtenen
- 1961–1962:  Jan Bens
- 1962–1963:  Branko Vidović
- 1963–1966:  Bob Janse
- 1966–1968:  Kurt Linder

### Bekende (oud-)spelers
- Leo Beenhakker
- Anthony Bentem
- Mario Bilate
- Piet den Boer
- Mark van den Boogaart
- Royston Drenthe
- Marvin Emnes
- Jan Everse
- Ab Fafié
- Lex van Haeften
- Hanne Hagary
- Willem van Hanegem
- Nol Heijerman
- Nico Jalink
- Michiel Kramer
- Thijs Kwakkernaat
- Wim Lagendaal
- Bart Latuheru
- Freek van der Lee
- Dave van der Meer
- Coen Moulijn
- Ton Pansier
- Matthijs van Toorn